# Jonathan Safran Foer
Jonathan Safran Foer (født 21. februar 1977 i Washington D.C) er en amerikansk forfatter, der er bedst kendt for sine romaner Alt bliver oplyst (originaltitel Everything Is Illuminated) (2002) og Ekstremt højt og utrolig tæt på (originaltitel Extremely Loud and Incredibly Close) (2005). I 2010 udkom Om at spise dyr på dansk (originaltitel Eating Animals, udkom 2009 på engelsk).
Jonathan Safran Foer, der er af jødisk herkomst, har en universitetsgrad i filosofi fra Princeton University. Under opholdet på Princeton tog Foer kurser hos forfatteren Joyce Carol Oates, der var vejleder for Foers afhandling på Princeton om Foers morfar Louis Safran, der havde overlevet Holocaust. Foer modtog Princetons "Senior Creative Writing Thesis Prize". Efter afslutningen af studierne på Princeton i 1999 rejste Foer til Ukraine for at arbejde videre på sin afhandling.
Arbejdet med afhandlingen førte i 2002 til udgivelsen af debutromanen Alt bliver oplyst. Romanen blev særdeles positivt modtaget af anmelderne og blev også en kommerciel succes. Foer modtog The Guardian First Book Award for debutromanen. Romanen blev i 2005 filmatiseret med bl.a. Elijah Wood på rollelisten.
Samme år, 2005, udkom Safran Foer med sin anden roman Ekstremt højt og utrolig tæt på, der delte vandene mellem de amerikanske litteraturanmeldere. Bogen formåede dog, trods alt debatten, at blive en stor kommerciel succes verden rundt. Romanen omhandler en dreng, hvis far omkommer ved Terrorangrebet den 11. september 2001.
Sidenhen har Safran Foer bevæget sig over i faglitterære kredse med sin bog Om at spise dyr (originaltitel Eating Animals) fra 2009, som omhandler det at være veganer.

## Udgivelser på dansk
| Dansk titel                    | Genre  | Oversætter   | År   | Originaltitel                     | År   | Forlag          | ISBN                   |
| ------------------------------ | ------ | ------------ | ---- | --------------------------------- | ---- | --------------- | ---------------------- |
| Alt bliver oplyst              | roman  | Jan Hansen   | 2003 | Everything is illuminated         | 2002 | Tiderne Skifter | ISBN 87-7973-035-3     |
| Ekstremt højt & utrolig tæt på | roman  | Jan Hansen   | 2005 | Extremely loud & incredibly close | 2005 | Tiderne Skifter | ISBN 87-7973-123-6     |
| Om at spise dyr                | essays | Jan Hansen   | 2010 | Eating Animals                    | 2009 | Tiderne Skifter | ISBN 978-87-7973-357-2 |
| Her er jeg                     | roman  | Ninna Brenøe | 2016 | Here I am                         | 2016 | Tiderne Skifter | ISBN 978-87-02-21535-9 |

## Eksterne links
- Jonathan Safran Foer på authortrek.com Arkiveret 27. september 2007 hos  Wayback Machine

- Wikimedia Commons har flere filer relateret til Jonathan Safran Foer
- Jonathan Safran Foer på Forfatterweb.dk